# Campionato Italiano Rally 2015
Il Campionato Italiano Rally (CIR) 2015 si snoda su 8 gare distribuite su tutto il territorio nazionale.

## Il calendario
| Tappa | Data              | Rally                                | Sede Rally      | Validità     | Vincitore         |
| ----- | ----------------- | ------------------------------------ | --------------- | ------------ | ----------------- |
| 1     | 20 - 22 Marzo     | Rally del Ciocco e Valle del Serchio | Forte dei Marmi | CIR/PROD/JUN | Alessandro Perico |
| 2     | 9 - 11 Aprile     | Rally di Sanremo                     | Sanremo         | CIR/PROD/JUN | Paolo Andreucci   |
| 3     | 1 - 3 Maggio      | Rally dell'Adriatico                 | Cingoli         | CIR/PROD/JUN | Umberto Scandola  |
| 4     | 28 - 30 Maggio    | Rally Targa Florio                   | Palermo         | CIR/IND/JUN  | Paolo Andreucci   |
| 5     | 10 - 12 Luglio    | Rally di San Marino                  | San Marino      | CIR/IND/JUN  | Paolo Andreucci   |
| 6     | 27 - 29 Agosto    | Rally del Friuli Venezia Giulia      | Udine           | CIR/PROD     | Paolo Andreucci   |
| 7     | 18 - 20 Settembre | Rally di Roma Capitale               | Roma            | CIR/PROD/JUN | Umberto Scandola  |
| 8     | 9 - 11 Ottobre    | Rally Due Valli                      | Verona          | CIR/PROD     | Umberto Scandola  |

## Risultati e classifiche

### Classifica campionato piloti assoluta
| Pos | Pilota                           | CIO  | SRE  | ADR  | TFL  | SMR  | AAP  | RCT  | DVL  | Punti |
| --- | -------------------------------- | ---- | ---- | ---- | ---- | ---- | ---- | ---- | ---- | ----- |
| 1   | Paolo Andreucci                  | 6    | 15   | 8    | 15   | 15   | 15   | 10   | 10   | 94    |
| 2   | Giandomenico Basso               | Rit. | 12   | 10   | 0    | 10   | 10   | 12   | 12   | 66    |
| 3   | Umberto Scandola                 | Rit. | 8    | 15   | 12   | Rit. | Rit. | 15   | 15   | 65    |
| 4   | Sébastien Chardonnet             | NP   | 6    | 12   | 10   | Rit. | NP   | NP   | NP   | 28    |
| 5   | Alessandro Perico                | 15   | Rit. | NP   | Rit. | NP   | 12   | Rit. | Rit. | 27    |
| 6   | Stefano Albertini                | 8    | 10   | Rit. | NP   | NP   | NP   | NP   | NP   | 18    |
| 7   | Nicola Caldani ''#NC3''          | 10   | Rit. | Rit. | NP   | NP   | NP   | 8    | NP   | 18    |
| 8   | Michele Tassone                  | 1    | 1    | 0    | 5    | 2    | Rit. | NP   | 8    | 17    |
| 9   | Stefano Baccega                  | 5    | 5    | NP   | NP   | 0    | Rit. | 5    | NP   | 15    |
| 10  | Gabriele Ciavarella il ''Ciava'' | 2    | 4    | 1    | NP   | NP   | NP   | NP   | NP   | 7     |
| Pos | Pilota                           | CIO  | SRE  | ADR  | TFL  | SMR  | AAP  | RCT  | DVL  | Punti |

| Colore  | Risultato             |
| ------- | --------------------- |
| Oro     | Vincitore             |
| Argento | 2º posto              |
| Bronzo  | 3º posto              |
| Verde   | Finito a punti        |
| Blu     | Finito senza punti    |
| Viola   | Ritirato (Rit)        |
| Viola   | Non classificato (NC) |
| Rosso   | Non qualificato (NQ)  |
| Nero    | Squalificato (SQ)     |
| Bianco  | Non partito (NP)      |
| Bianco  | Non ha gareggiato     |
| Bianco  | Infortunato (INF)     |
| Bianco  | Escluso (ES)          |
| Bianco  | Gara cancellata (C)   |

### Classifica campionato Costruttori assoluta
| Pos | Costruttore | CIO | SRE | ADR | TFL | SMR | AAP | RCT | DVL | Punti |
| --- | ----------- | --- | --- | --- | --- | --- | --- | --- | --- | ----- |
| 1   | Peugeot     | 19  | 16  | 8   | 20  | 17  | 15  | 10  | 18  | 123   |
| 2   | Ford        | 15  | 17  | 12  | 10  | 10  | 10  | 17  | 12  | 103   |
| 3   | Škoda       | 0   | 8   | 15  | 12  | 0   | 0   | 15  | 15  | 65    |
| 4   | Renault     | 3   | 3   | 0   | 8   | 1   | 0   | 0   | 9   | 24    |
| 5   | Citroën     | 0   | 0   | 0   | 0   | 0   | 0   | 8   | 0   | 8     |
| Pos | Costruttore | CIO | SRE | ADR | TFL | SMR | AAP | RCT | DVL | Punti |